# Symmachia norina
Espèce
Symmachia norina est un insecte lépidoptère appartenant à la famille  des Riodinidae et au genre Symmachia.

## Taxonomie
Symmachia norina a été décrit par William Chapman Hewitson en 1867.
Synonyme : Comphotis delicia Lathy, 1958; Symmachia rita; Symmachia delicia.

## Description
Symmachia norina est un papillon marron et ocre aux ailes antérieures à bord costal très légèrement bossu et apex anguleux. Le dessus est marron taché d'ocre laissant une plage centrale marron à chaque aile avec une marge et une ligne submarginale ocre et entre elles une ligne métallisée qui disparait rapidement après la capture.
Le revers est plus clair, ocre taché de marron avec une marge et une ligne submarginale ocre.

## Biologie
L'imago de Symmachia norina est surtout présent en novembre et décembre

## Écologie et distribution
Symmachia norina est présent au Brésil et en Guyane,.

### Biotope
Symmachia norina réside dans la forêt tropicale. Il a été trouvé  en Guyane sur des fleurs de Cordia.

### Protection
Pas de statut de protection particulier.